# Obejo
Obejo er en by og kommune i det sydlige Spanien i provinsen Córdoba. Den har et indbyggertal på 2.085 (2024) indbyggere.